# Zaglyptus varipes
Zaglyptus varipes là một loài tò vò trong họ Ichneumonidae.